# سالارآباد (رازآور)
سالارآباد نام روستایی در دهستان رازآور، بخش مرکزی شهرستان کرمانشاه شهرستان کرمانشاه در استان کرمانشاه است. طبق سرشماری سال ۱۳۸۵ این روستا ۵۲۷ نفر و ۱۱۴ خانواده جمعیت دارد.

## محوطهٔ سالارآباد
محوطه سالارآباد مربوط به دوره اشکانیان است و در شهرستان کرمانشاه، بخش مرکزی، دهستان رازآور، ۷۰۰ متری غرب روستای سالارآباد واقع شده و این اثر در تاریخ ۷ خرداد ۱۳۸۷ با شمارهٔ ثبت ۲۲۸۰۷ به‌عنوان یکی از آثار ملی ایران به ثبت رسیده است.